# Morigny-Champigny
Morigny-Champigny ist eine französische Gemeinde mit 4.435 Einwohnern (Stand: 1. Januar 2022) im Département Essonne in der Region Île-de-France; sie gehört zum Arrondissement Étampes und ist Teil des Kantons Étampes.
Die Einwohner werden Morignacois genannt.

## Geographie
Morigny-Champigny befindet sich etwa 48 Kilometer südwestlich von Paris am Fluss Juine, in den hier die Chalouette einmündet.

### Nachbargemeinden
Umgeben ist Montigny-Champigny von den Nachbargemeinden Étréchy im Norden, Auvers-Saint-Georges im Nordosten, Bouville im Osten, Puiselet-le-Marais im Südosten, La Forêt-Sainte-Croix im Süden, Étampes im Westen und Südwesten sowie Brières-les-Scellés im Nordwesten.

## Geschichte
1793 wurde die Gemeinde gebildet; 1807 wurde Champigny eingemeindet.

### Bevölkerungsentwicklung
| Jahr      | 1962 | 1968 | 1975 | 1982 | 1990 | 1999 | 2006 | 2011 |
| Einwohner | 1540 | 1575 | 2165 | 3158 | 3656 | 3922 | 4172 | 4305 |

## Sehenswürdigkeiten
- Benediktinerabtei Sainte-Trinité, im 11. Jahrhundert begründet, 1793 aufgelöst, Umbauten im 16. Jahrhundert, seit 1862 Monument historique
- Sliprännor von Petite Garenne aus der Jungsteinzeit, Monument historique seit 1902
- Schloss (12. Jahrhundert) und Park Montigny aus dem 18. Jahrhundert, Monument historique seit 1965
- Schloss Brunehaut aus dem 17. und 18. Jahrhundert, Monument historique seit 1991
- Schloss (1784–1787 erbaut) und Aquädukt Jeurre (1792 erbaut), seit 1957 Monument historique; Aquädukt: seit 1990 Monument historique
- sog. Cooks Kenotaph, im 18. Jahrhundert errichtet, Monument historique seit 1957

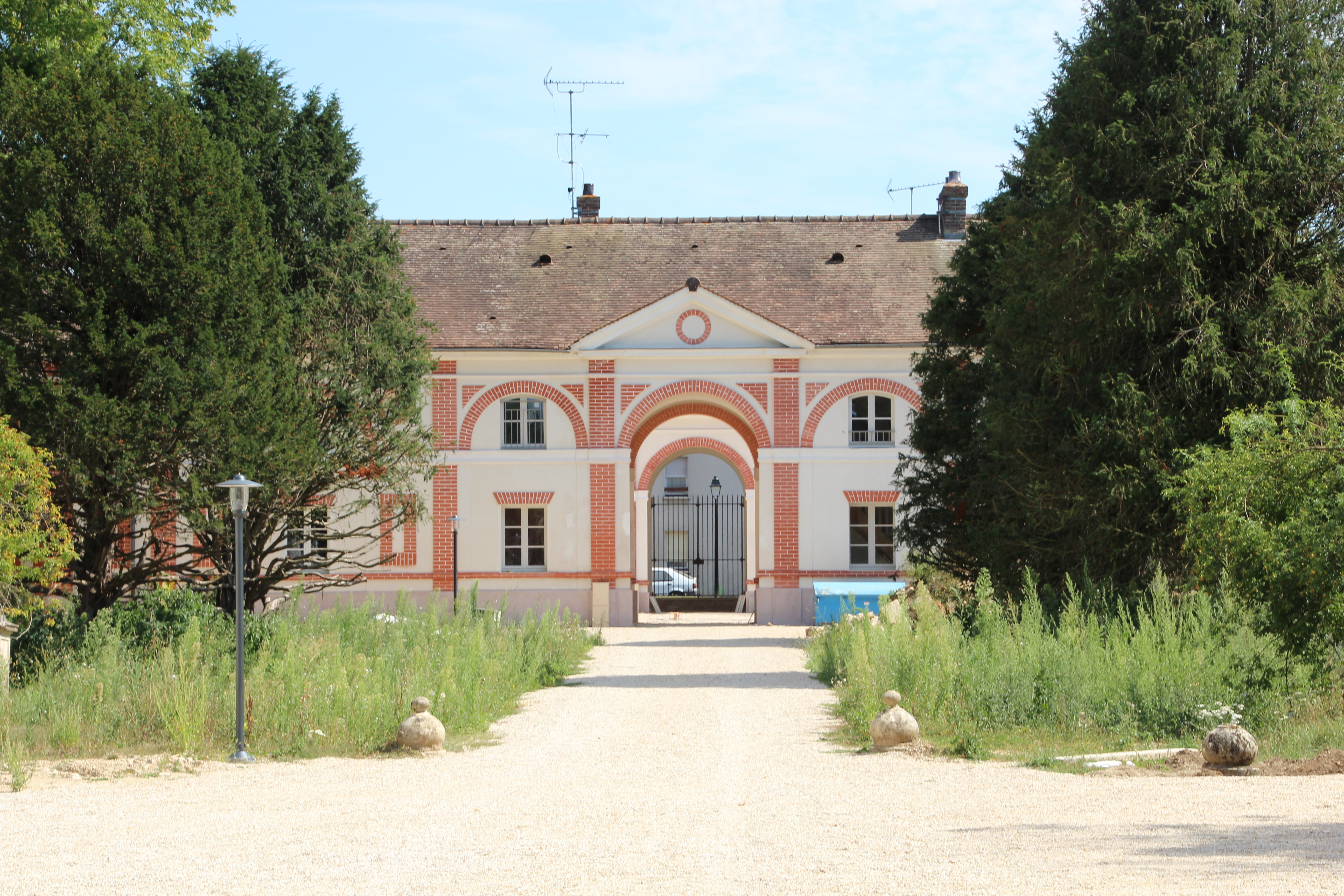
Schloss Morigny
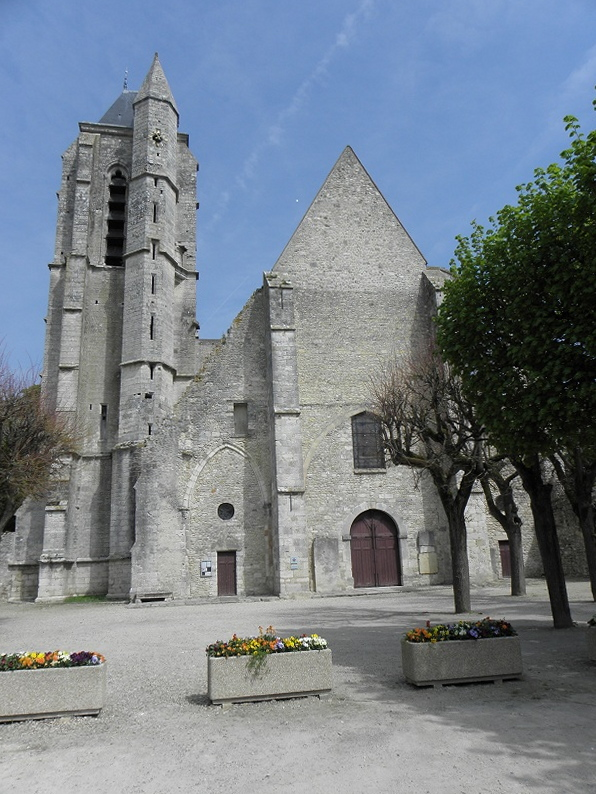
Abtei Sainte-Trinité
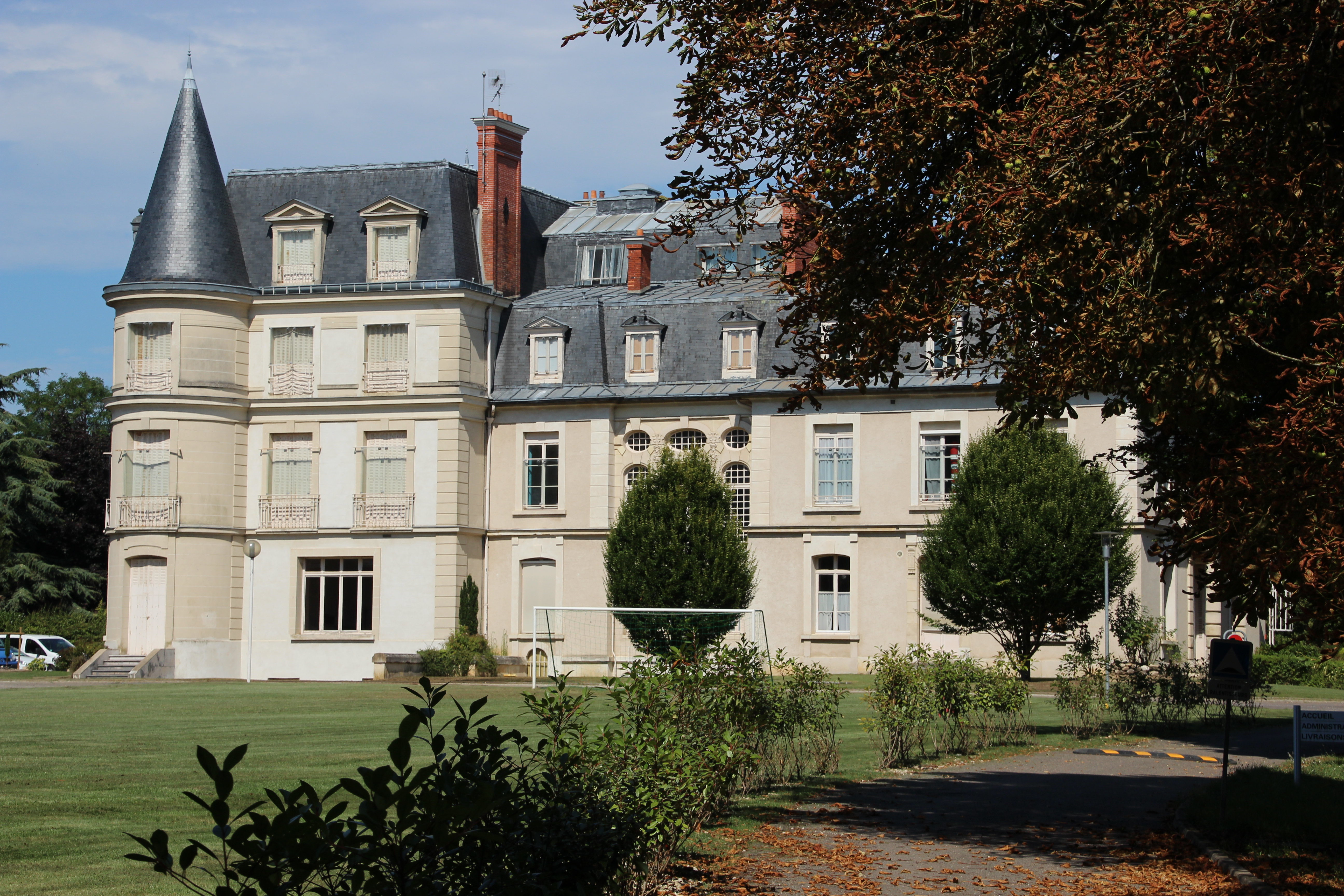
Schloss Brunehaut

## Persönlichkeiten
- Jean-Bernard de Pointis (1645–1707), Chef d’Escadre (vergleichbar einem Konteradmiralsrang), Korsar
- Nicolas François Mollien (1758–1850), Politiker, Minister der öffentlichen Finanzen (1806–1814)
- René de Saint-Périer (1877–1950), Archäologe (Prähistoriker)